# Exposition spécialisée de 1936
L’Exposition Aéronautique Internationale de Stockholm (1936) ILIS 1936 (en suédois : Internationella Luftfartsutställningen i Stockholm)  est une Exposition dite « Spécialisée » reconnue par le Bureau International des Expositions (BIE) qui s’est tenue, du 15 mai 1936 au 1er juin 1936  à Stockholm, en Suède sur le thème de l’Aviation. L’Exposition fut organisée en célébration de l’inauguration de l’Aéroport de Stockholm-Bromma, le premier en Europe à être doté de pistes d’atterrissage revêtues. L’Exposition avait lieu sur deux sites différents. 
Les avions au sol et les dernières innovations du secteur étaient exposés à Lindarängen, un hydro-aéroport aujourd’hui utilisé comme port pour ferrys. L’ILIS a été choisie par l’Assemblée Générale du Bureau International des Expositions (BIE) le 15 mai 1934 et sa reconnaissance formelle a eu lieu le 23 octobre 1934.